# Parrot Coaster
Parrot Coaster (Mandarijn: 鹦鹉过山车) is een attractie in het Chinese attractiepark Chimelong Ocean Kingdom, die geopend werd op 25 januari 2014. Het is een stalen wing coaster waarvan de treinen zijn vormgegeven als papegaaien. De attractie is gemaakt door Bolliger & Mabillard.

## Beschrijving
Gasten betreden de attractie via de wachtrij, die vrijwel geheel overdekt is met begroeide pergola's. Nadat de wachtrij een gedeelte onder het stationsgebouw is doorgelopen, splitst de wachtrij zich en loopt hij via twee trappen het station in: één trap naar de linkerzijde van de treinen en één trap naar de rechterzijde van de treinen. Vervolgens betreden gasten de treinen.
Nadat de trein het station heeft verlaten, wordt deze tot een hoogte van 50 m gebracht door middel van een optakeling. Dan volgt een afdaling, waarna de trein vervolgens in een dive loop terecht komt. Via een flauwe bocht naar links volgt vervolgens een scherpe, opwaartse bocht naar rechts. Hierna scheert de trein over een kleine waterpartij, waarbij fonteinen geactiveerd worden zodat het lijkt alsof de trein in het water plonst. Daarna volgt de trein een zero-gravity roll, om vervolgens via enkele bochten in de remmen te schieten. Na deze remmen volgt een afdaling en rijdt de trein een tunnel door. Als de trein de tunnel uitkomt, volgt nog een inline twist en een helix naar linksboven. Vervolgens rijdt de trein weer de remmen in en rijdt de trein het station binnen.
Gasten kunnen de attractie verlaten via de uitgang, die uitmondt in de souvenirwinkel Rainforest Soaring.

## Record
- Met een baanlengte van 1.278 m is Parrot Coaster de langste wing coaster ter wereld.[1]